# Bojnice
Bojnice (în germană Weinitz, în maghiară Bajmóc/Bajmócz) este un oraș din Slovacia cu 4.934 locuitori.

## Demografie
| An:                | 1994 | 2004   | 2014   | 2024   |
| ------------------ | ---- | ------ | ------ | ------ |
| Număr de persoane: | 4984 | 4996   | 4900   | 5073   |
| Diferență:         |      | +0,24% | −1,92% | +3,53% |

| An:                | 2023 | 2024   |
| ------------------ | ---- | ------ |
| Număr de persoane: | 5013 | 5073   |
| Diferență:         |      | +1,19% |